# Rejon jelski
Rejon jelski (biał. Ельскі раён) – rejon w południowo-wschodniej Białorusi, w obwodzie homelskim. Leży na terenie dawnego powiatu mozyrskiego.